# Loulay
Loulay és un municipi francès situat al departament del Charente Marítim i a la regió de la Nova Aquitània. L'any 2007 tenia 750 habitants.

## Demografia

### Població
El 2007 la població de fet de Loulay era de 750 persones. Hi havia 298 famílies de les quals 98 eren unipersonals (45 homes vivint sols i 53 dones vivint soles), 98 parelles sense fills, 94 parelles amb fills i 8 famílies monoparentals amb fills.
La població ha evolucionat segons el següent gràfic:
Habitants censats

### Habitatges
El 2007 hi havia 364 habitatges, 304 eren l'habitatge principal de la família, 31 eren segones residències i 30 estaven desocupats. 342 eren cases i 20 eren apartaments. Dels 304 habitatges principals, 215 estaven ocupats pels seus propietaris, 74 estaven llogats i ocupats pels llogaters i 14 estaven cedits a títol gratuït; 3 tenien una cambra, 17 en tenien dues, 34 en tenien tres, 90 en tenien quatre i 160 en tenien cinc o més. 222 habitatges disposaven pel capbaix d'una plaça de pàrquing. A 160 habitatges hi havia un automòbil i a 105 n'hi havia dos o més.

### Piràmide de població
La piràmide de població per edats i sexe el 2009 era:
| Homes | Edats   | Dones |
| ----- | ------- | ----- |
| 0     | 95 o +  | 20    |
| 0     | 90 a 94 | 28    |
| 8     | 85 a 89 | 20    |
| 0     | 80 a 84 | 16    |
| 36    | 75 a 79 | 16    |
| 12    | 70 a 74 | 36    |
| 16    | 65 a 69 | 0     |
| 20    | 60 a 64 | 20    |
| 12    | 55 a 59 | 12    |
| 8     | 50 a 54 | 16    |
| 40    | 45 a 49 | 44    |
| 28    | 40 a 44 | 20    |
| 36    | 35 a 39 | 24    |
| 24    | 30 a 34 | 28    |
| 8     | 25 a 29 | 20    |
| 28    | 20 a 24 | 24    |
| 28    | 15 a 19 | 40    |
| 28    | 10 a 14 | 16    |
| 20    | 5 a 9   | 16    |
| 16    | 0 a 4   | 12    |

## Economia
El 2007 la població en edat de treballar era de 431 persones, 312 eren actives i 119 eren inactives. De les 312 persones actives 280 estaven ocupades (155 homes i 125 dones) i 31 estaven aturades (10 homes i 21 dones). De les 119 persones inactives 51 estaven jubilades, 29 estaven estudiant i 39 estaven classificades com a «altres inactius».

### Ingressos
El 2009 a Loulay hi havia 322 unitats fiscals que integraven 732,5 persones, la mediana anual d'ingressos fiscals per persona era de 15.941 €.

### Activitats econòmiques
Dels 39 establiments que hi havia el 2007, 2 eren d'empreses alimentàries, 1 d'una empresa de fabricació d'altres productes industrials, 5 d'empreses de construcció, 8 d'empreses de comerç i reparació d'automòbils, 4 d'empreses de transport, 4 d'empreses d'hostatgeria i restauració, 1 d'una empresa financera, 2 d'empreses immobiliàries, 3 d'empreses de serveis, 6 d'entitats de l'administració pública i 3 d'empreses classificades com a «altres activitats de serveis».
Dels 12 establiments de servei als particulars que hi havia el 2009, 1 era una gendarmeria, 1 oficina de correu, 1 una oficina bancària, 1 funerària, 1 taller de reparació d'automòbils i de material agrícola, 1 fusteria, 2 lampisteries, 1 empresa de construcció, 2 perruqueries i 1 restaurant.
Dels 4 establiments comercials que hi havia el 2009, 2 eren fleques, 1 una carnisseria i 1 una floristeria.
L'any 2000 a Loulay hi havia 9 explotacions agrícoles que ocupaven un total de 600 hectàrees.

## Equipaments sanitaris i escolars
L'únic equipament sanitari que hi havia el 2009 era una farmàcia.
El 2009 hi havia 1 escola maternal i 1 escola elemental. Loulay disposava d'un col·legi d'educació secundària amb 167 alumnes.

## Poblacions més properes
El següent diagrama mostra les poblacions més properes.